# Artemizja (królowa)
Artemizja I (stgr. Αρτεμτσίά) – grecka królowa Halikarnasu i pobliskich wysp Kos, Nisiros i Kalimnos, wchodzących w skład perskiej satrapii Karii. Jako sojuszniczka króla Kserksesa I walczyła w II wojnie perskiej, gdzie osobiście dowodziła swoim oddziałem pięciu statków w bitwach morskich u przylądka Artemizjon oraz pod Salaminą.

## Życiorys
Była córką władcy Halikarnasu Lygdamisa I. Jej nieznana z imienia matka pochodziła z Krety. Artemizja objęła tron po śmierci swojego męża, ponieważ jej syn o imieniu Pisindelis, był jeszcze dzieckiem.
Jej imię pochodziło od bogini Artemidy.

### Bitwa pod Salaminą
Jako perska wasalka wzięła udział w wyprawie króla Kserksesa I na Grecję w 480 p.n.e. Artemizja osobiście dowodziła swoimi pięcioma statkami. Jako jedyna osoba z otoczenia Kserksesa odradzała stoczenie bitwy morskiej z Grekami. Proponowała uderzenie armii lądowej na półwysep Peloponez. Jednak król Kserkses poszedł za radą większości doradców, co skończyło się dla niego klęską w morskiej bitwie pod Salaminą, która miała miejsce 28 września 480 p.n.e. Herodot pisze o niej w swoich Dziejach z zachwytem: (...) ona, co po śmierci swojego męża sama rządziła i choć miała młodego syna, szła na wojnę z wrodzonej odwagi i dzielności, nie będąc do tego wcale zmuszona.(...) Stała na czele mężów z Halikarnasu, Kos, Nisyros i z Kalydny, wystawiwszy pięć okrętów. Z całej floty były jej okręty po sydońskich najsłynniejsze, a ze wszystkich sprzymierzeńców ona udzielała królowi najlepszych rad. W trakcie bitwy pod Salaminą Artemizja odznaczyła się w sposób niezwykły. Gdy sama na swoim okręcie uciekała przed okrętem attyckim, wpadła na zaprzyjaźniony okręt Kalyndyjczyków, na którym płynął ich król Damasitymos, doprowadzając tym do jego zatopienia. Herodot sugeruje, że być może nie był to przypadek, ponieważ gdy bawili nad Hellespontem, (Artemizja) miała z nim zwadę. W opinii doradców Kserksesa dzielna kobieta zyskała uznanie, gdyż mylnie wzięto zatopiony okręt za grecki (z kalyndyjskiego okrętu nikt nie przeżył). Z kolei kapitan attyckiego okrętu widząc manewr Artemizji, mylnie sądził, że ma do czynienia z sojuszniczym okrętem i zaprzestał pościgu. To ją miał mieć na myśli król Kserkses, gdy po przegranej bitwie powiedział: mężowie stali się u mnie kobietami, a kobiety mężami. Herodot wspomina też, że dowódcy trier ateńskich mieli rozkaz pojmać żywcem Artemizję, za co ustanowiono nawet nagrodę w wysokości dziesięciu tysięcy drachm, ponieważ tak bardzo Ateńczycy byli oburzeni tym, że kobieta wyruszyła przeciw Atenom. To Artemizja miała też doradzić Kserksesowi, aby powrócił do Azji, pozostawiając w Grecji wojska pod wodzą Mardoniusza.

### Dalsze losy Artemizji
U Herodota ostatnia wzmianka o Artemizji dotyczy jej wyjazdu do Efezu, gdzie z rozkazu Kserksesa miała odwieźć jego synów. Według tradycji irańskiej pomiędzy królem Kserksesem a Artemizją miał nawiązać się burzliwy romans, co miało doprowadzić do oddalenia jego żony Estery, kobiety żydowskiego pochodzenia (ta była z kolei inspiracją dla obchodzonego w żydowskiej tradycji święta Purim). Według innej tradycji Artemizja popełniła samobójstwo z rozpaczy z powodu niespełnionej miłości do Dardanusa z Abydos, skacząc ze skały do morza.

## Upamiętnienie

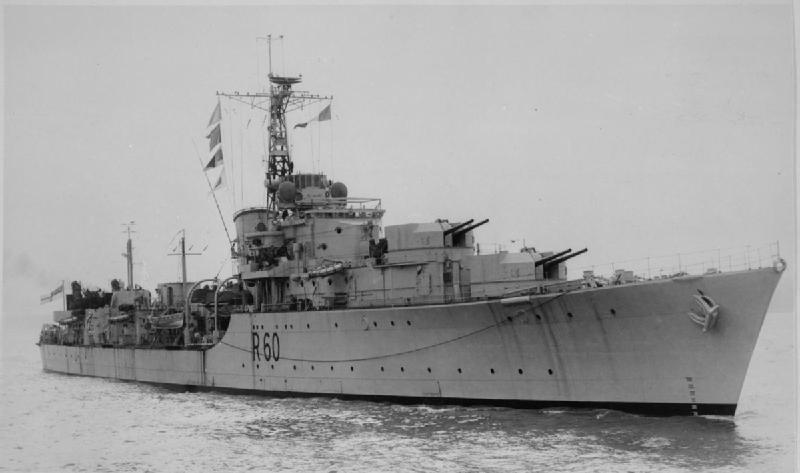
Brytyjski niszczyciel HMS Sluys (D60), w 1967 zakupiony przez flotę irańską i przemianowany na Artemiz

W filmie 300 Spartan (1962) w rolę Artemizji wcieliła się aktorka Anne Wakefield.
- W 1967 Iran zakupił od Wielkiej Brytanii niszczyciel typu Battle HMS Sluys (D60). Gruntownie przebudowany okręt służył we flocie irańskiej pod nazwą Artemiz[7]. Po rewolucji islamskiej został przemianowany na Davamand.
- W filmie 300: Początek Imperium (2014) w rolę Artemizji wcieliła się francuska aktorka Eva Green[8].